# Cardito
Cardito es un municipio italiano localizado en la ciudad metropolitana de Nápoles, región de Campania. Cuenta con 22.767 habitantes en 3,21 km². Limita con las localidades de Afragola, Caivano, Casoria, Crispano y Frattamaggiore.

## Demografía
| Gráfica de evolución demográfica de Cardito entre 1861 y 2011 |
|                                                               |
| Fuente ISTAT - elaboración gráfica de Wikipedia               |